# Yoeli Childs
Yoeli Childs (South Jordan, 13 gennaio 1998) è un cestista statunitense.